# Пилкохвоста котяча акула мармурова
Пилкохвоста котяча акула мармурова (Galeus arae) — акула з роду Пилкохвоста котяча акула родини Котячі акули. Інші назви «чубата пилкохвоста котяча акула», «грубохвостий пилкохвост». Відомий епітет «arae» отримала на честь траулера «Ara», на борту якого у 1926 році біля узбережжя Маямі-Біч відбулося відкриття цього виду акул.

## Опис
Загальна довжина досягає 33 см. Зовнішністю схожа на Galeus antillensis і Galeus cadenati. Голова помірно довга. Морда загострена, що становить 5-7% довжини усього тіла. Очі овальні, з мигальною перетинкою. За ними розташовані крихітні бризкальця. Підочних горбиків немає. Ніздрі розділені трикутними носовими клапанами. Губні борозни довгі. Рот великий, широко зігнутий. На верхній щелепі розташовано 59-65 робочих зубів, на нижній — 58-60. Зуби дрібні з багатьма верхівками, з яких центральна висока і гостра, а 2-4 бокові — низькі. У неї 5 пар коротких зябрових щілин. Тулуб стрункий. Грудні плавці великі та високі, з округлими верхівками. Має 2 спинних плавця. Передній спинний плавець розташовано навпроти черевних плавців, задній — анального. Черевні плавці низькі, відносно широкі. Анальний плавець широкий. Відстань між грудними та черевними плавцями більша за відстань між черевними і анальними плавцями. Хвостовий плавець витягнутий та вузький. На хвостовому стеблі присутній гребінь з великою й гострою лускою.
Забарвлення жовто-коричневе з візерунками, що складаються з 10-11 темних сідлоподібних плям та ліній. З боків іноді присутні темні круглі плями. Черево світліше за спину. Внутрішня поверхня пащі чорна.

## Спосіб життя
Тримається на глибині від 36 до 732 м, зазвичай — 250–700 м. Доволі повільна акула. Полює біля дна, є бентофагом. Здатна утворювати значні групи задля полювання на здобич. Живиться переважно глибоководними креветками, а також іншими безхребетними, їх личинками, інколи дрібною костистою рибою.
Статева зрілість настає при розмірах 27-33 см. Це яйцекладна акула. Самиця відкладає 2 яйця у твердих капсулах завдовжки 5 см. Яйця мають довгі вусики, якими чіпляються до ґрунту.

## Розповсюдження
Мешкає у Карибському басейні: від штату Північна Кароліна (США) до Коста-Рики, а також біля Куби.